# شهرستان سیتروس (فلوریدا)
شهرستان سیتروس، فلوریدا (به انگلیسی: Citrus County, Florida) یک سکونتگاه مسکونی در ایالات متحده آمریکا است که در فلوریدا واقع شده‌است.

## خصوصیات
شهرستان سیتروس ۲٬۰۰۲٫۰۷ کیلومترمربع مساحت دارد.